# Gerhard Törnqvist
Klas Gerhard Gunnar Törnqvist, född 13 oktober 1894 i Mjölby, död 5 augusti 1963, var en svensk företagsekonom.  
Törnqvist var professor i företagsekonomi med särskild inriktning mot distributionsekonomi 1934–1957 och professor i företagsekonomi 1957–1960 vid Handelshögskolan i Stockholm. Han var opponent då Folke Kristensson, den första person som promoverats till ekonomie doktor på skolan, disputerade på avhandlingen "Studier i de svenska textila industriernas struktur" 1946. Folke Kristensson blev senare professor vid Handelshögskolan i Stockholm.

## Utmärkelser
- Ekonomie hedersdoktor vid Handelshögskolan i Stockholm (ekon.dr h.c.) 1956